# Кулега 2-я
Кулега 2-я — река в России, протекает по Чаинскому району Томской области. Устье реки находится в 6 км по левому берегу реки Кулега. Длина реки составляет 11 км. Берёт начало южнее села Коломинские Гривы, где на ней устроены два пруда.

## Данные водного реестра
По данным государственного водного реестра России относится к Верхнеобскому бассейновому округу, водохозяйственный участок реки — Обь от впадения реки Чулым до впадения реки Кеть, речной подбассейн реки — Чулым. Речной бассейн реки — (Верхняя) Обь до впадения Иртыша.
Код объекта в государственном водном реестре — 13010500112115200022885.